# Russel Arnold
Russel Arnold (nacido el 25 de octubre de 1973) es un exjugador de críquet de Sri Lanka. Actualmente se le considera uno de los dos comentaristas internacionales de cricket de Sri Lanka junto con Roshan Abeysinghe. El 1 de diciembre de 2016, Arnold ganó los premios Dialog Sri Lanka Cricket al comentarista internacional del año 2015.

## Trayectoria deportiva
Arnold hizo su debut en Test Cricket contra Pakistán en abril de 1997. Hizo su debut en One Day International contra Sudáfrica el 6 de noviembre de 1997. Arnold hizo su debut en Twenty20 contra Inglaterra el 15 de junio de 2006, que por cierto fue el primer partido Twenty20 de Sri Lanka. Se retiró del cricket en 2007 después de jugar la final en la Copa Mundial de Cricket ICC de 2007.